# アビエタジエノールヒドロキシラーゼ
アビエタジエノールヒドロキシラーゼ（abietadienol hydroxylase）は、ジテルペノイド生合成酵素の一つで、次の化学反応を触媒する酸化還元酵素である。
アビエタジエノール + NADPH + H+ + O2 {\displaystyle \rightleftharpoons } アビエタジエナール + NADP+ + 2 H2O
この酵素の基質はアビエタジエノール、NADPH、H+とO2で、生成物はアビエタジエナール、NADP+とH2Oである。
組織名はabietadienol,NADPH:oxygen oxidoreductase (18-hydroxylating)で、別名にCYP720B1、PtAOがある。